# Midwaysturmtaucher
Der Midwaysturmtaucher (Puffinus bryani) ist eine seltene Seevogelart aus der Gattung Puffinus innerhalb der Familie der Sturmvögel (Procellariidae). Die Art wurde 1963 entdeckt, jedoch erst 2011 auf der Basis genetischer Analysen wissenschaftlich beschrieben. Das Artepitheton ehrt Edwin Horace Bryan, Jr. (1898–1985), einen Kurator am Bernice P. Bishop Museum. Der Midwaysturmtaucher repräsentiert die erste neubeschriebene Vogelart der Vereinigten Staaten und der Hawaii-Inseln seit dem Weißwangen-Kleidervogel im Jahre 1974.

## Entdeckungsgeschichte und Merkmale
Der Holotypus, ein Männchen, wurde am 18. Februar 1963 auf Sand Island in den Midwayinseln gefangen und zunächst als Zwergsturmtaucher (Puffinus assimilis) identifiziert. Erst Robert C. Fleischer vom Center for Conservation and Evolutionary Genetics konnte durch eine genetische und morphologische Analyse zweifelsfrei nachweisen, dass es sich um eine neue Art handelt, die dann als Puffinus bryani beschrieben wurde. Das Exemplar hat eine Schnabelfirstlänge von 25,2 mm, eine Lauflänge von 34,7 mm, eine Flügellänge von 174 mm und eine Schwanzlänge von 71 mm. Die Oberseite ist einfarbig schiefergrau. Die freiliegenden Federn (einschließlich der Schirmfedern und der älteren Körperfedern) sind braun geblichen. Die Unterseite ist weiß, ausgenommen die schieferschwarze Färbung der Brustseiten und der unteren Flanken. Die Unterschwanzdecken sind größtenteils schwarz mit 3 bis 5 mm langen weißen Spitzen an den kürzeren Seitenfedern. Die Zügel, der Ohren- und der Überaugenstreifbereich sind weiß. Die Unterseiten der äußeren Handschwingen sind dunkel. Die Beine sind blau, die äußere Kante des Laufes ist schwarz. Die Unterseite der Schwimmflossen ist fleischfarben, der Schnabel ist schwarz und die Iris braun.

## Verbreitung, Lebensweise und Status
Verbreitung und Lebensweise des Midwaysturmtauchers sind unbekannt. Nach der Entdeckung des Holotypus im Jahre 1963 wurde ein ähnlicher Sturmtaucher, von dem man annimmt, dass er diese Art repräsentiert, lebend im Winter 1991/1992 fotografiert. Seitdem hat es auf den Ogasawara-Inseln Beobachtungen von Sturmtauchern gegeben, die 2011 ebenfalls als Midwaysturmtaucher identifiziert wurden. 2014 wurde der Midwaysturmtaucher in der Kategorie „vom Aussterben bedroht“ (critically endangered) in die IUCN Red List aufgenommen. Im Februar 2015 wurden 10 Exemplare in einem Brutrevier auf der Insel Higashi-jima entdeckt.